# Entassement réglé
Entassement réglé – ou Ensemble multicolore – est un tableau réalisé par le peintre d'origine russe Vassily Kandinsky en 1938 à Paris, en France. De format vertical, cette toile exécutée à la peinture à l'huile et au ripolin est une abstraction colorée sur fond beige. Donation de Nina Kandinsky en 1976, l'œuvre est conservée au musée national d'Art moderne.